# 승강키

승강타에 의한 변환

러더의 방향 변환

승강키(昇降-, elevator)는 조종면의 일종으로 보통 항공기의 후방에 있어 항공기의 피치를 변화시키면서 방위를 조종하는 것으로 또한 날개의 받음각을 변화시킨다. 증가한 받음각은 날개의 모양에 의해서 큰 항력을 발생시켜 속도를 느리게 만든다. 반면 받음각을 줄이면 속도가 증가하게 된다. 양쪽으로 분리하여 승강기가 있지만 동작은 동시에 일어난다. 승강기는 오직 피치 조종면을 갖거나 고정 또는 안정기(stabilizer)라고 부르는 조종가능한 조종면에 붙게된다. 그래서 승강타(昇降舵)라고 한다.승강타는 가로축을 중심으로 항공기의 선회 혹은 안정하는 조종면으로 일반적으로 수평안정판의 후방 스파에 힌지로 장착되어 있다 승강타의 구조는 보조익과 방향타의 구조와 유사하며 정적 및 항공역학적으로 평형이 되어 있다 정적 평형은 힌지라인의 전방부에 균형추를 장착함으로써 되고 항공역학적 평형은 안정판의 전연 후방에 승강타를 장착함에 따라 되며 보통 힌지라인의 몇 인치 전방에 승강타의 끝이 뻗어 나오게 장착시키므로 평형이 된다.

## 같이 보기
- 방향키
- 보조 날개